# Sången om den eldröda blomman (1956)
Sången om den eldröda blomman är en svensk dramafilm från 1956 regisserad av Gustaf Molander. Den är baserad på en finsk roman av Johannes Linnankoski, Laulu tulipunaisesta kukasta.

## Handling
Olof och Elli förälskar sig i varandra till omgivningens bestörtning. Då han beslutar sig för att lämna bygden och arbeta som flottare vill hon följa med, men han ber henne stanna tills han kommer tillbaka. Livet som flottare innebär många nya platser där Olof ofta träffar nya kvinnor som väcker hans intresse.

## Om filmen
Filmen premiärvisades 26 december 1956 på biograferna Fontänen och Röda Kvarn i Stockholm. Den spelades in i Filmstaden Råsunda med exteriörscener från Faxälven och Ångermanälven. Det var den första svenska färgfilmen i Aga-Scope, det svenska CinemaScope-formatet. Som förlaga hade man författaren Johannes Linnankoskis roman Laulu tulipunaisesta kukasta från 1905 som kom i svensk översättning 1906. För foto svarade Åke Dahlqvist.

## Rollista i urval
- Jarl Kulle – Olof Koskela

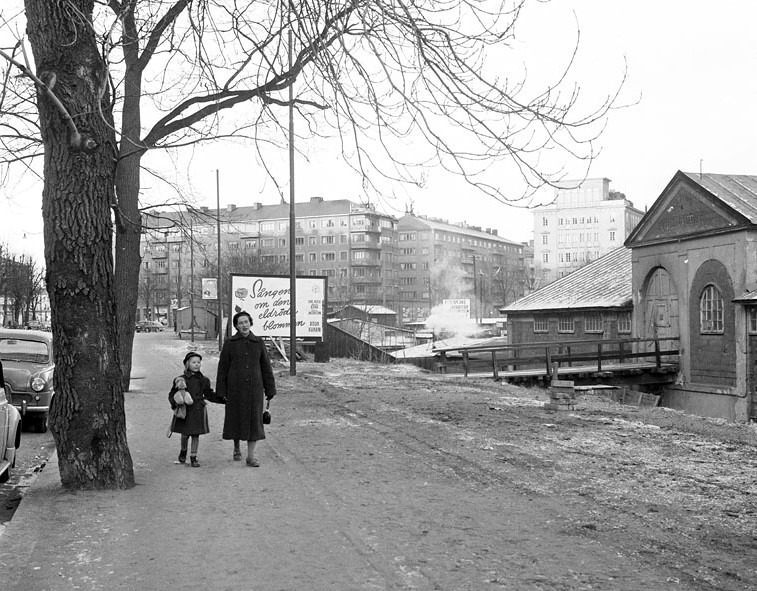
I bakgrunden reklam för filmen vid platsen för nuvarande Fältöversten på Östermalm i Stockholm.

- Erik "Bullen" Berglund – Koskela, Olofs far
- Linnéa Hillberg – Olofs mor
- Anita Björk – Kyllikki Malm
- Edvin Adolphson – Malm, patron på Storfors gård, Kyllikkis far
- Ingvar Kjellson – Falk, inspektor på Storfors gård
- Ulla Jacobsson – Elli, lillpiga
- Ann-Marie Gyllenspetz – Annika
- Marianne Bengtsson – Maria
- Leif Jonnarth – hennes son
- Olof Bergström – Kaleb
- Axel Slangus – Väinö
- Fylgia Zadig – Rosa
- Sven-Eric Gamble – eldare på båten
- Lennart Lilja – sjöman
- Stig Johanson – åskådare vid Ellis drunkning
- Monica Nielsen – Britta
- Gunnel Lindblom – Kerstin

## Musik i filmen
- Calles vals,  kompositör Eric Öst och Hans Wallin
- En glad speleman,  kompositör Eric Öst
- Häxritt-polka,  kompositör Eric Öst
- Jamaica Road,  kompositör Dolf van der Linden
- Vagabondens sång,  kompositör Oskar Merikanto
- Flottarvisa, text Rune Lindström  till melodin Gällivarevisan
- Si goafton/Gyris-Anders gånglåt,  kompositör Gyris-Anders Andersson, text Rune Lindström
- Visa vid midsommartid,  kompositör Håkan Norlén, text Rune Lindström
- Kossera, kossera